# Nokia Lumia 530
Nokia Lumia 530 es un teléfono inteligente de gama baja producido por Microsoft y que opera con el sistema operativo Windows Phone 8.1.
El 10 de noviembre de 2014, Microsoft presentó su sucesor, el Microsoft Lumia 535. Con una pantalla una pulgada más grande, doble toque para encender, sensor de luz ambiental, cristal de pantalla Corning Gorilla 3, 8 GB de memoria interna (frente a 4GB), incrementa la RAM a 1GB lo que permite ejecutar todas las características y aplicaciones de Windows Phone, una batería más grande de 1905 mAh (frente a 1430mAh),
A diferencia de la gama alta de la familia Lumia, el Nokia Lumia 530 carece de ciertas características como NFC, soporte para carga inductiva, cámara frontal, flash en la cámara posterior, y la mitad de memoria RAM (512MB) lo que hace que algunas aplicaciones y características no se puedan ejecutar.